# Серсиаль
Серсиаль (порт. Sercial) — технический (винный) сорт винограда, используемый для производства белых вин в Португалии, на острове Мадейра, где из него делают Мадеру. Один из четырёх благородных сортов из которых традиционно и делалась Мадера.
Интересно, что название Серсиаль ассоциируется скорее не с конкретным сортом винограда, а со стилем Мадеры, наиболее сухим, с наивысшей кислотностью. По правилам ЕС, регулирующим производство Мадеры, присутствие названия Серсиаль на бутылке должно означать, что в составе было использовано не менее 85% винограда этого сорта.

## Происхождение
Автохтонный португальский сорт винограда. Происходит с Мадейры, откуда распространился в Испании и Португалии.

## География
Сорт культивируется в Португалии, на острове Мадейра, но его популярность там падает. После того, как филлоксера опустошила виноградники Мадейры, сорт стал более популярен на континенте, где его часто называют Эсгана (порт. Esgana) или Эсгана Као (порт. Esgana Cão).
В России сорт известен с 1846 года. Его культивируют в Крыму, в Армении, в Средней Азии. 
В Крыму часто встречается в смешанных посадках с сортом Вердельо. Эта сортосмесь является материалом для приготовления высококачественных вин типа мадеры.

## Основные характеристики
Кусты среднерослые.
Листья средние или крупные, округлые, волнисто-воронковидные, пятилопастные, средне- или глубокорассеченные, тёмно-зеленые, матовые, снизу со слабым паутинистым опушением. Черешковая выемка открытая, сводчатая, или закрытая, с овальным просветом.
Цветок обоеполый.
Грозди средние, ширококонические, рыхлые, ветвистые.
Ягоды средние, округлые или овальные, светло-зелёные с желтым оттенком. Кожица толстая, непрочная. Мякоть сочная, нежная.
Сорт среднепозднего периода созревания. Период от начала распускания почек до технической зрелости ягод составляет 145—160 дней при сумме активных температур 2900—3200°С.
Вызревание побегов хорошее.
Урожайность — 60—100 ц/га. 
Морозоустойчивость низкая.
Повреждается оидиумом и мильдью.

## Применение
Виноград используется для производства белых креплёных вин, типа Хереса или Мадеры. Известные крымские марочные креплёные вина, Мадера Массандра и Херес Массандра изготавливаются с использованием Серсиаль.

## Синонимы
Cerceal, Esgana Cão, Esganosa, Madera, Serseal, Uva Cão.
По неизвестной причине, гасконский сорт винограда Ондан (фр. Ondenc) получил название Серсиаль (англ. Sercial) в Австралии. Никакого отношения к португальскому тёзке он не имеет.